# Музична енциклопедія (Польща)
Музична енциклопедія Польського музичного видавництва (пол. Encyklopedia muzyczna PWM) — музична енциклопедія, видана протягом 1979–2012 років. Складається з 17 томів. 12 томів, що видавалися починаючи з 1979 року, включають біографії музикантів, два томи є доповненнями до перших двох, і три томи присвячені відповідно Ф. Шопену, Гурецькому та Венявському. Загалом 9700 статей на 6000 сторінках і займають на книжній полиці 45 сантиметрів. Первісно PWM планувала видати також томи «фактичної частини», однак за браком коштів це видання не було здійснено.

## Список томів
| том  | вміст                          | рік видання | ISBN                   |
| ---- | ------------------------------ | ----------- | ---------------------- |
| 1-12 | komplet                        | 1979—2012   | ISBN 83-224-0112-4     |
| 1    | ab                             | 1979        | ISBN 83-224-0113-2     |
| 1    | ab suplement                   | 1998        | ISBN 978-83-224-0492-8 |
| 2    | cd                             | 1984        | ISBN 83-224-0223-6     |
| 2    | cd suplement                   | 2001        | ISBN 978-83-224-0722-6 |
| 3    | efg                            | 1987        | ISBN 83-224-0344-5     |
| 4    | hij                            | 1993        | ISBN 83-224-0453-0     |
| 5    | klł                            | 1997        | ISBN 978-83-224-3303-4 |
| 6    | m                              | 2000        | ISBN 83-224-0656-8     |
| 7    | n-pa                           | 2002        | ISBN 978-83-224-0808-7 |
| 8    | pe-r                           | 2004        | ISBN 978-83-224-0837-7 |
| 9    | s-sł                           | 2007        | ISBN 978-83-224-0865-0 |
| 10   | sm-ś                           | 2007        | ISBN 978-83-224-0866-7 |
| 11   | t-v                            | 2009        | ISBN 978-83-224-0905-3 |
| 12   | w-ż                            | 2012        | ISBN 978-83-224-0935-0 |
|      | Chopin Od Elsnera do Zimermana | 2010        | ISBN 978-83-224-0920-6 |
|      | Górecki                        | 2011        | ISBN 978-83-224-0929-9 |
|      | Wieniawski                     | 2011        | ISBN 978-83-224-0928-2 |